# Refinería 18 de Marzo
La Refinería 18 de Marzo fue una refinería de petróleo ubicada en la Alcaldía Azcapotzalco en la Ciudad de México, capital de México. Junto a otras refinerías, formó parte del Sistema Nacional de Refinación (SNR), propiedad de la empresa paraestatal mexicana Petróleos Mexicanos (PEMEX). 
Se inauguró en 1933 y fue propiedad de la empresa El Águila hasta su nacionalización en 1936. Fue mejorada y reinaugurada en 1946. En 1991 el presidente Carlos Salinas de Gortari decretó su cierre por cuestiones ambientales. Posteriormente fue desmantelada y los terrenos fueron ocupados para el actual Parque Bicentenario.

## Toponimia
En sus inicios se llamaba simplemente Refinería Azcapotzalco o Planta Azcapotzalco. La Expropiación petrolera fue concluida mediante el decreto anunciado el 18 de marzo de 1938. En 1946 fue reinaugurada por el presidente Manuel Ávila Camacho dándole ese nombre.

## Historia
Se decidió construir en ese punto porque en esos años constituía una zona poco poblada del aquel entonces Distrito Federal. Fue terminada de construir en 1932, propiedad de la Compañía Mexicana de Petróleo El Águila. Fue inaugurada un año después, en 1933, con la capacidad de 7 500 barriles por día, constituyendo la primera refinería de petróleo en la Ciudad de México. Posteriormente se le puso el nombre "18 de Marzo" en honor a la fecha de la expropiación petrolera del año 1938. 
En 1936 contaba con 60 hectáreas y una producción de 11 000 barriles diarios. El 18 de marzo de 1938 fue nacionalizada pasando a ser pertenencia del gobierno federal por mandato de la Expropiación petrolera.
En 1945 fue ampliada hasta alcanzar tres veces su capacidad inicial. Además del proceso de refinación, se realizaban en ella otros procesos petroquímicos. Funcionaba también un taller de reparación y elaboración de partes de maquinaria para la refinería y otras empresas de PEMEX, una planta de tratamiento de aguas residuales y una central de distribución de combustibles.
Entre 1936 y 1946 se producían 50,000 barriles diarios y en los años posteriores a 1955, se alcanzó una producción de 100,000 barriles diarios, cubriendo una superficie de 100 hectáreas para la refinería y 74 hectáreas para la Terminal de almacenamiento y distribución.
En 1946 se reinaugurada y —además de su cambio de nombre— se anunciaron las mejores realizadas en los años anteriores:

El Presidente de la República inauguró las nuevas instalaciones construidas por Petróleos Mexicanos para ampliar la refinería de Azcapotzalco, formando parte de un sistema que tene por objeto aumentar la capacidad de producción de los derivados del petróleo en la Ciudad de México, así como aprovechar de manera efectiva los gases producidos en los campos de Poza Rica.

Gigantescas torres, enormes tambores destinados a contener el gas, calderas de gran capacidad y tuberías de diversos diámetros, se levantan en un vasto predio de cinco hectáreas.  Por primera vez en México se utilizaban tanques esféricos para el almacenamiento de productos ligeros a presión, y tanques de techo flotante para evitar pérdidas de gasolina.
Reportero de El Universal el 20 de noviembre de 1946

El cierre como refinería se suspendió en forma definitiva el 18 de marzo de 1991 a manos del presidente Carlos Salinas de Gortari. El motivo de su cierre fue la preocupante situación ambiental que contaminaba el aire de la zona metropolitana de la Ciudad de México.
Después del cierre en 1991 los trabajos para desmontar la refinería no avanzaban. Entre 1992 y 1999 se realizó el desmantelamiento de la infraestructura propia de la refinería (incluidos los tanques de almacenamiento) hasta quedar en su estado actual: la mayoría fue demolido y los materiales con utilidad fueron trasladadas a otras refinerías del país; todavía en 1993 se habían mantenido sus estructuras deterioradas de lo que fue la planta petrolera.
Desde el anuncio del cierre de la refinería, se especulaba la posibilidad de la creación de un parque ecológico cuya principal función sería la recuperación de las áreas verdes con el objetivo de dotar de dinamismo urbano y ecológico a los habitantes de la región.